# Vockerothia frontalis
Vockerothia frontalis är en tvåvingeart som beskrevs av Loïc Matile 1990. Vockerothia frontalis ingår i släktet Vockerothia och familjen platthornsmyggor.
Artens utbredningsområde är Peru. Inga underarter finns listade i Catalogue of Life.